# Rhipidomys macconnelli
Rhipidomys macconnelli är en däggdjursart som beskrevs av De Winton 1900. Rhipidomys macconnelli ingår i släktet sydamerikanska klätterråttor (Rhipidomys) och familjen hamsterartade gnagare. IUCN kategoriserar arten globalt som livskraftig. Inga underarter finns listade i Catalogue of Life.
Denna gnagare har en diploid kromosomuppsättning med 44 kromosomer (2n=44).

## Utseende
Rhipidomys macconnelli är med en kroppslängd (huvud och bål) av 11,5 till 12 cm liten inom sitt släkte. Den långa och mjuka pälsen har på ovansidan en mörk chokladbrun färg och undersidan är främst blågrå. Några mer krämfärgade eller ljusbruna ställen kan finnas på undersidan. Den långa, smala och nästan nakna svansen har en ljusare undersida samt en tofs av 5 till 20 mm långa hår vid spetsen. Bakfötterna är längre och smalare än hos andra sydamerikanska klätterråttor. Rhipidomys macconnelli har därför mindre bra förmåga att klättra i träd. Förutom kraniet liknar arten mer en art från släktet paramoråttor (Thomasomys).

## Utbredning
Arten lever i centrala Venezuela och i västra Guyana. Den vistas i kulliga områden och i bergstrakter mellan 300 och 2800 meter över havet. Habitatet utgörs av regnskogar där Rhipidomys macconnelli klättrar i träd.